# Goodenia splendida
Goodenia splendida är en tvåhjärtbladig växtart som beskrevs av A.E.Holland och T.P.Boyle. Goodenia splendida ingår i släktet Goodenia och familjen Goodeniaceae. Inga underarter finns listade i Catalogue of Life.